# Річард Гоґґарт
Річард Гоґґарт (нар. 24 вересня 1918 , Лідс  — пом. 10 квітня 2014 , Лондон ) — британський громадський інтелектуал та культурний критик. Зробив чималий внесок в розвиток соціології, культурології та англійської літератури.

## Ранні роки
Герберт Річард Гоґґарт народився 24 вересня 1918 року у Поттерньютоні, у місті Лідс, що у Західному Йоркширі, Англія. Був одним із трьох дітей у бідній сім'ї. Його батько — був художником і солдатом, але загинув, коли Річарду був лише рік. Мати пішла з життя 7 років після того, тому піклування над хлопцем взяли на себе п’ятеро його родичів: дві тітки, дядько, бабуся та старший двоюрідний брат.
Гоґґарт здобув місце в Кокбернській середній школі, хоча й провалив фінальне завдання з математики. Це сталось завдяки його керівнику, який наполіг на тому, щоб органи управління освіти перечитали фінальне есе хлопця для отримання стипендії.
Місцева рада опікунів надала Герберту фінансову допомогу для закінчення вищої школи, а це було обов'язковою умовою для вступу до університету. Потім він отримав стипендію Лідського університету та отримав вищу освіту у на кафедрі англійської мови, де викладав професор англійської літератури Бонамі Добрі.
Під опікою Добрі Гоггарт розширив і вдосконалив свої літературно-аналітичні навички. Добрі також познайомив Гоґґарта з різними формами суспільної поведінки та манерами, багато з яких були йому незнайомі через відсутність належного виховання.
Вищу освіту Гоґґарт успішно закінчив, захистивши магістерську дисертацію пов'язану із постаттю Джонатана Свіфта [Michael Bailey, Ben Clarke, John K. Walton «Understanding Richard Hoggart: A Pedagogy of Hope»]. Потім він опинився у активній позиції під час війни Північної Африки та Італії. Там Річард зайнявся освітою для дорослих і пропрацював  в університеті Галла 13 років. [Michael Bailey, Ben Clarke, John K. Walton «Understanding Richard Hoggart: A Pedagogy of Hope»]

## Перші публікації
У 1951 році Річард Гоґґарт опублікував свою першу книгу — дослідження поезії Вістена Г'ю Одена. У 1957 році вийшла книга «Користь грамотності», у якій Гоґґарт вивчає засоби масової інформації  у Великій Британії. Книга неначе випередила свій час, бо пишучи через рік після запуску комерційного телебачення, задовго до Руперта Мердока (міжнародний медіамагнат, президент «News Corporation»), автор стверджував: «Є багато людей, які можуть надзвичайно легко сприймати культурну деградацію. Вони не добре знайомі з масовими розвагами, які щодня відвідують більшість людей. Таким чином можна жити в якомусь зручному раю людини, без жодної думки про силу нападу ззовні». «Користь грамотності» ґрунтується на досвіді наступного покоління юнаків-стипендіатів, які закінчили гімназії згідно з Законом про освіту 1944 року.
Після публікації своєї великої роботи він зайняв посаду старшого викладача англійської мови в Університеті Лестера і особливо цінував спілкування зі своїми студентами.

## Діяльність Бірмінгемського Центру сучасних культурних досліджень
З 1962 року Річард Гоґґарт починає викладати англійську у Бірмінгемському університеті через два роки засновує Бірмінгемський Центр сучасних культурних досліджень та стає його першим директором. Цей культурологічний проект Гоґґарт починав з аналізу багаторівневих соціологічних проблем з акцентом на демографії аудиторії — наприклад, якими є взаємозв'язки між письменниками, владою та населенням.
Використовуючи міждисциплінарний підхід та спираючись на знання зі сфер соціології, антропології, літературної критики та історії, дослідники Центру займалися аналізом масової культури на прикладах популярної музики, телевізійних передач та реклами. В Центрі застосували новий підхід — культурологія почала вивчати сучасне суспільство, наблизившись до соціології.
У 1968 році Річард Гоґґарт почав займатися справами ЮНЕСКО. Після нього Центром керував Стюарт Голл, а наступником Голла став Річард Джонсон.
За час свого існування Центр проводив дослідження, беручи за основи теорії структуралізму, семіотики, марксизму, фемінізму, постструктуралізму. Зокрема через марксизм теоретики виявили, що популярна культура потенційно є боротьбою певного класу за самовираження. А феміністська критика зосередила увагу на формуванні ідентичності, суб'єктивності та гендеру. Такі питання стали нерозривно пов'язані з дискусіями про підкорення та супротив окремих груп домінуючому класу.
У 2002 році Бірмінгемський Центр сучасних культурних досліджень був закритий після об'єднання з факультетом соціології.

## Кар'єра
З 1946 по 1959 Гоґґарт був наставником персоналу (staff tutor) в Університеті Галла (University of Hull).  Його головна робота, The Uses of Literacy (Корист грамотності), була опублікована в 1957 році і посідає місце в списку великих книг XX століття. Частково біографічна, робота попереджала про поступовий процес деградації культури («настільки небезпечний, як у тоталітарних суспільствах»), нав'язування масової культури за допомогою реклами, засобів масової комунікації та американізації. Книга вплинула на соціальні та політичні уявлення покоління.
Після публікації своєї найбільшої праці з 1959 по 1962 займав посаду старшого викладача англійської мови в Лестерському університеті (University of Leicester), а в 1962 році став професором англійської мови в Бірмінгемському університеті (Birmingham University).
Гоґґарт був експертним свідком на суді щодо заборони книги «Коханець леді Чаттерлей» в 1960 році, і його аргументи, що це була по суті моральна і «пуританська» робота, які він почув на будівельному майданчику дорогою до суду, розглядають як такі, що мали вирішальний вплив на результат судового розгляду.
У 1969 році йому запропонували відразу три посади: віце-канцлера Австралії, професора в Нью-Йорку та помічника генерального директора в ЮНЕСКО. Гоґґарт спантеличив друзів, вибравши ЮНЕСКО. У 1975 році він пішов у відставку і написав про це книгу «Ідея та її слуги» (An Idea and Its Servants) (1978)
Згодом Гоґґарт став деканом (warden) Голдсмітса в Лондоні (Goldsmiths, University of London) (1976—1984), після цього він пішов з офіційного академічного життя, але продовжив писати вдома.
Гоґґарт був членом численних державних органів та комітетів, серед яких Комітет Альбермарле з питань молодіжних послуг [Архівовано 9 березня 2020 у Wayback Machine.] (Albemarle Committee on Youth Services) (1958—1960), Комітет Пілкінгтон з радіомовлення (Pilkington Committee on Broadcasting) (1960—1962), Рада мистецтв Великої Британії (The Arts Council of Great Britain) (1976—1981), Statesman and National Publishing Company (1977—1981). Він також був головою Консультативної ради з питань освіти для дорослих (Advisory Council for Adult and Continuing Education) (1977—1983), відділу досліджень радіомовлення (Broadcasting Research Unit) (1981—1991), а також губернатором Королівської компанії Шекспіра (Royal Shakespeare Company) (1962—1988).
У пізніших роботах, таких як «The Way We Live Now» (1995), він висловив свій біль щодо занепаду морального авторитету, який він надав релігії раніше. Гоґґарт також критикував сучасну освіту за те, що та акцентувала увагу на «професійності» та «культурному релятивізмі», за тенденцію концентруватися на популярному та простолюдському.

## Останні роки
Наприкінці життя Річард Гоґґарт разом зі своєю дружиною жив у будинку пристарілих на півночі Лондона. Протягом багатьох років він страждав від сенільної деменції і ставав дедалі слабшим. Гоґґарт помер у 95-тирічному віці через три місяці після смерті свого старшого сина Саймона, який помер від раку.